# Eutetrapha complexa
Eutetrapha complexa är en skalbaggsart som beskrevs av Pu och Jin 1991. Eutetrapha complexa ingår i släktet Eutetrapha och familjen långhorningar. Inga underarter finns listade i Catalogue of Life.